# Gmina Halinga
Gmina Halinga (est. Halinga vald) – gmina wiejska w Estonii, w prowincji Parnawa.
W skład gminy wchodzą:
- Alev: Pärnu-Jaagupi.
- 43 wsie: Aasa, Altküla, Anelema, Arase, Eametsa, Eense, Eerma, Enge, Ertsma, Halinga, Helenurme, Kablima, Kaelase, Kangru, Kodesmaa, Kuninga, Langerma, Lehtmetsa, Lehu, Libatse, Loomse, Maima, Mõisaküla, Mäeküla, Naartse, Oese, Pallika, Pereküla, Pitsalu, Pööravere, Roodi, Rukkiküla, Salu, Sepaküla, Soosalu, Sõõrike, Tarva, Tõrdu, Tühjasma, Vahenurme, Vakalepa, Valistre, Vee.